# Dům Emila Škody
Dům Emila Škody (také Vila Voglových či Dům U Práce) je novogotický dům, původně samostatně stojící vila, na prostranství U Práce na adrese Klatovská 348/10, 301 00 na Jižním předměstí, Plzeň 3. Byl vybudován jako rodinné sídlo rodiny Hahnenkammovy, do které se roku 1871 přiženil průmyslník Emil Škoda a se svou manželkou Hermínou se zde usadil.

## Dějiny budovy

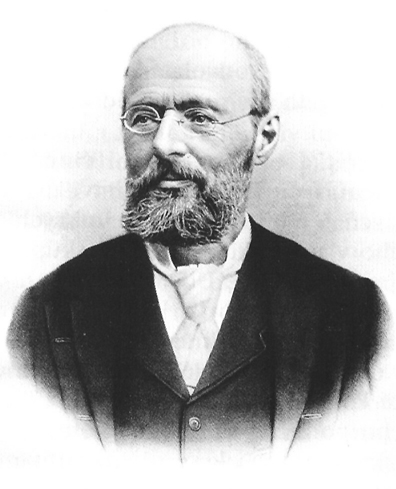
Emil Škoda, který v domě pracoval a žil přes 30 let

### Výstavba
Roku 1866 nechala Marie Hahnenkammová, vdova po Johannu Hahnenkammovi, majiteli plzeňských domů a povoznictví, vystavět dům na vznikající křižovatce u Ferdinandovy třídy podle návrhu později slavného vídeňského architekta Moritze Hinträgera, rodáka z nedalekých Křimic. Hlavní příjmy rodiny pocházely tehdy především z vaření piva značky Hahnenkekamma.

### Emil Škoda
V domě si pronajal kancelář Emil Škoda, novopečený majitel plzeňských strojních závodů - kancelář mu zde díky teprve rostoucí zástavbě umožňovala výhled na továrnu. Díky tomu se seznámil s dcerou Marie Hahnenkammové, Hermínou, a v roce 1871 spolu uzavřeli sňatek. Škoda pomohl vzchopit rodinný podnik a zároveň použil peníze z věna k investicím do Škodových závodů, které díky tomu mohl modernizovat. Tak začal svou veleúspěšnou éru.
Interiér dvoupatrové stavby byl luxusně vybaven a vyzdoben, nacházel se zde Orientální salón se sbírkami koberců z Persie a dalšími exotickými artefakty. Škoda byl nadšeným lovcem, lovecký salónek byl vyzdoben řadou trofejí. Ze západní strany v pozdějších letech přibyla přístavba. Na dvoře se zahradou se nacházely také stáje a garáž.
Emil Škoda zemřel roku 1900, dům roku 1903 odkoupila rodina Fiedlerových a byl nadále pronajímán k bydlení zámožných rodin z Plzně.

### Práce Adolfa Loose
V roce 1910 a 1928 upravoval architekt a designér Adolf Loos v domě bytový interiér, poprvé pro dceru majitele domu Steffi Fiedlerovou, poté pro manželský pár Josefa a Štěpánky Voglových (včetně lékařské ordinace).

### Po roce 1948

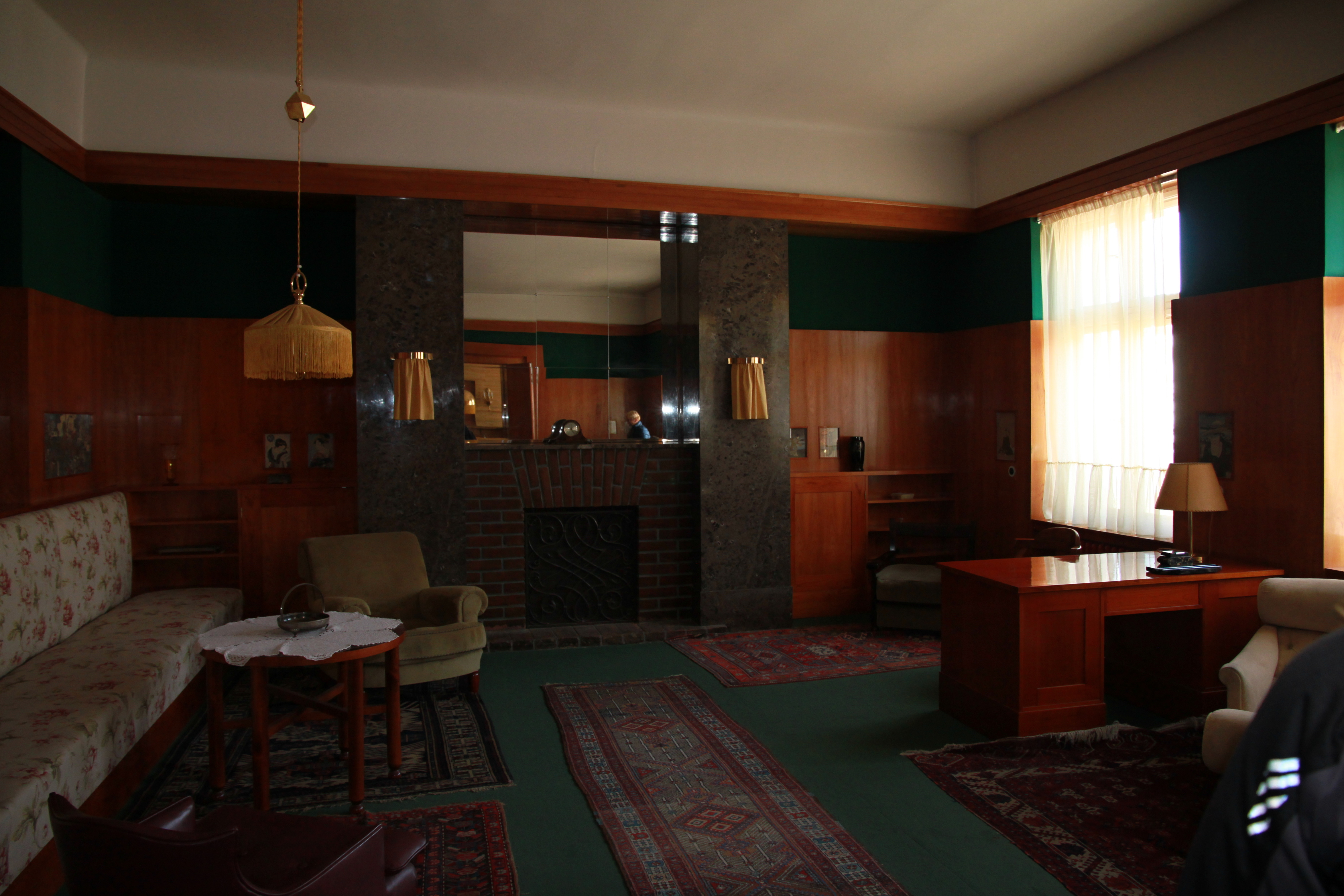
Interiér bytu Voglových, Adolf Loos, 1928

Po převzetí moci ve státě komunistickou stranou v Československu v únoru 1948 byla budova zestátněna a vzniklo zde knihkupectví s kontaktním místem poválečného osvětového nakladatelství Práce, s celým názvem Nakladatelství a knihkupecké podniky Revolučního odborového hnutí (ROH). Nakladatelství se soustředilo na vydávání odborné literatury z technické, ekonomické i právní oblasti se zaměřením na odborovou činnost na pracovištích, později vydávalo i beletrii. V 70. letech 20. století byly provedeny stavební úpravy, prodejna zanikla v 90. letech 20. století a budova přešla do majetku Správy veřejného statku města Plzně.
Neoficiální název této křižovatky se vžil do paměti Plzeňanů, a tak blízké zastávky MHD se nyní oficiálně jmenují U Práce.

## Architektura stavby
Stavba domu zabrala několik let a byla dokončena ve stylu tudorské gotiky roku 1866 na volném pozemku na vrcholu návrší, nedaleko od jádra města. V centrální ose budovy, kterou tvoří věžovitý portál s dekorativním cimbuřím, se v zadní části nachází centrální schodiště stavby. Objekt se skládá ze suterénu, dvou podlaží a prostoru na vrcholu portálu, v nichž se nacházejí primárně kanceláře s okny do Klatovské a Tylovy ulice, do vnitrobloku. Ten není z Tylovy ulice stavebně uzavřen, což odkazuje na původní samostatnou konstrukci budovy, ke které byly až v pozdějších letech na jižní straně přistavěny domy spoluvytvářející jednu stranu Klatovské ulice.